# حرکات آکروباتیک

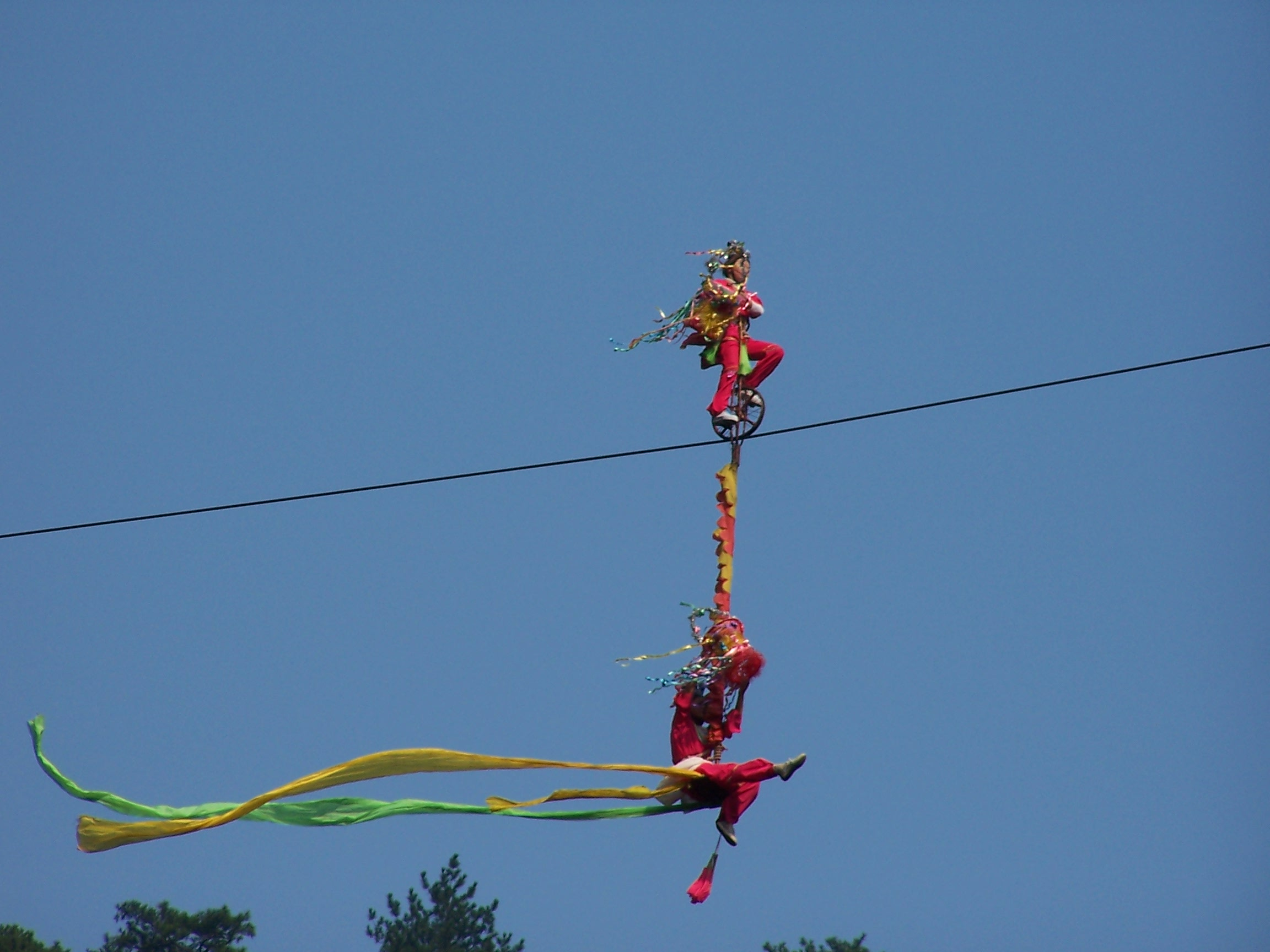
بندبازی

حرکات آکروباتیک (انگلیسی: Acrobatics) اجرای حرکات محیرالعقول با بالانس، چابکی و هماهنگی بدنی است. حرکات آکروباتیک در بسیاری از هنرهای نمایشی، رخدادهای وزرشی، مانند ژیمناستیک (به‌عنوان شاخه‌ای از این ورزش به نام ژیمناستیکِ آکروباتیک) و هنرهای رزمی وجود دارد.